# Robbie Kay
Robert Andrew „Robbie“ Kay (* 13. září 1995, Lymington, Hampshire, Anglie, Spojené království) je britský herec, který si zahrál ve filmech Hannibal – Zrození (2007), Bathory (2008), Piráti z Karibiku: Na vlnách podivna (2011) a Let 42 (2015). V roce 2013 získal roli v seriálu stanice ABC Bylo, nebylo. V roce 2015 získal roli v seriálu stanice NBC Hrdinové: Znovuzrození.

## Osobní život
Narodil se v Lymingtonu v Hampshire v Anglii, ale jako dítě se přestěhoval do Bruselu v Belgii. V roce 2006 se jeho rodina přestěhovala do Prahy, kde navštěvoval The International School of Prague. Od roku 2011 žije v Houstonu v Texasu. Má dvě sestry Camillu a Fionu. Od roku 2016 je jeho přítelkyní méně známá herečka Kerry Hennessy.

## Kariéra
Poté, co se jeho rodina přestěhovala do České republiky, účastnil se konkurzu pro anglicky mluvící děti do filmu. Přesto, že neměl herecké zkušenosti získal roli ve filmu The Illusionist, jeho scéna byla nakonec vystřižena z filmu. Po malých rolích ve filmech Hannibal – Zrození (2007) a My Boy Jack, se ho kanadská produkční společnost zeptala, zda si chce zahrát roli mladého Jakoba ve filmu Fugivtive Pieces. Rok strávil studováním herectví, zpěvu a tance na jedné z nejlepších britských divadelních škol Stagecoach. Objevil se v seriálu Magická dobrodružství Pinocchia, kde hrál hlavní roli. Po roli Pinocchia si zahrál roli Sama, kluka diagnostikovaného leukémií ve filmu Ways To Live Forever. Objevil se ve filmu Piráti z Karibiku: Na vlnách podivína.
Ve třetí sérii seriálu Bylo, nebylo získal roli záporného hrdiny Petra Pana. V březnu 2015 bylo oznámeno, že byl obsazen do hlavní role seriálu Hrdinové: Znovuzrození na stanici NBC.

## Filmografie

### Film
| Rok  | Film                                 | Role            | Poznámky |
| ---- | ------------------------------------ | --------------- | -------- |
| 2007 | Hannibal – Zrození                   | Kolnasův syn    |          |
| 2007 | Legenda o mém synovi                 | Arthur Relp     |          |
| 2007 | Fugitive Pieces                      | Mladý Jakob     |          |
| 2008 | Magická dobrodružství Pinocchia      | Pinocchio       |          |
| 2008 | Bathory                              | Pals (hlas)     |          |
| 2010 | Vyrobeno v Dagenhamu                 | Graham          |          |
| 2010 | Ways to Live Forever                 | Sam McQueen     |          |
| 2011 | Piráti z Karibiku: Na vlnách podivna | Kluk na lodi    |          |
| 2015 | Let 42                               | Nigel Sheffield |          |
| 2016 | Cold Moon                            | Ben Redfield    |          |
| 2016 | No Postage Necessary                 | Stanley         |          |
| 2017 | Locating Silver Lake                 | Mack            |          |
| 2018 | Blood Fest                           | Dax             |          |

### Televize
| Rok              | Název                  | Role                | Poznámky                                                        |
| ---------------- | ---------------------- | ------------------- | --------------------------------------------------------------- |
| 2013, 2016, 2018 | Bylo, nebylo           | Peter Pan           | vedlejší role (3. řada), hostující role (5. a 7. řada), 16 dílů |
| 2013             | Rita                   |                     | TV film                                                         |
| 2015–2016        | Hrdinové: Znovuzrození | Tommy               | hlavní role                                                     |
| 2017             | Chirurgové             | Christopher Daniels | díl: „Back Where You Belong“                                    |
| 2017             | Ospalá díra            | Logan MacDonald     | 2 díly                                                          |

## Ocenění a nominace
| Rok  | Ocenění             | Kategorie                                                                              | Titul           | Výsledek |
| ---- | ------------------- | -------------------------------------------------------------------------------------- | --------------- | -------- |
| 2009 | Young Artist Awards | Nejlepší vystoupení v mezinárodním filmu – mladý herec/herečka                         | Fugitive Pieces | nominace |
| 2009 | Young Artist Awards | Nejlepší vystoupení herce v televizním filmu, mini-seriálu nebo speciálu – hlavní role | Pinocchio       | nominace |
| 2014 | Teen Choice Awards  | Nejlepší televizní zloduch                                                             | Bylo, nebylo    | nominace |